# Русское кладбище в Херцег-Нови
Русское кладбище в Херцег-Нови — русское православное кладбище в районе Савина, город Херцег-Нови, Черногория, образовавшееся в 1920—1930-х годах, и восстановленное в 2007 году.

## История
Образовалось в 1920—1930-х годах. Похоронены генералы и офицеры русской армии, эмигрировавшие в Югославию после 1917 года. Установлен небольшой памятник в честь всех русских, нашедших вечный покой в земле Черногории. Кладбище было восстановлено в 2007 году.
3 ноября 2007 года на кладбище освящена новая церковь Святого Феодора Ушакова. На церемонии открытия градоначальник Херцег-Нови Д. Мандич объявил о предстоящей реконструкции русского некрополя: «Мы хотим превратить кладбище в мемориал всем русским людям, нашедшим новую родину на нашей земле после Гражданской войны в России и внёсшим неоценимый вклад в становление духовной и материальной жизни в Сербии и Черногории». На церемонии открытия присутствовала российская делегация во главе с вице-спикером Госдумы России Любовью Слиской и послом РФ в Черногории Яковом Герасимовым.

## Известные люди, похороненные в Херцег-Нови
- Бородин, Михаил Никанорович (1868—1948) — участник Первой мировой войны, Белого движения во время Гражданской войны, генерал-майор (1917).
- Красный, Давид Яковлевич (1865—1927) — участник Первой мировой войны, полковник (1916).
- Михайлов, Пётр Константинович (1866—1926) — русский и донской военный, казак Каменской станицы Войска Донского, атаман Донецкого округа в 1917 году.
- Родзянко, Павел Владимирович (1854—1932) — генерал-майор, шталмейстер Императорского Двора.